# Ella no diu mai que no
Ella no diu mai que no (títol original: Man Trouble) és un pel·lícula estatunidenco-italiana dirigida per Bob Rafelson, estrenada l'any 1992. Ha estat doblada al català.

## Argument
Espantada pel saqueig del seu pis, una cantant lírica decideix adoptar un gos de guarda. Apel·la a un ensinistrador professional que no és insensible a l'encant i a la fortuna de la seva clienta.

## Repartiment
- Jack Nicholson: Harry Bliss
- Ellen Barkin: Joan Spruance
- Harry Dean Stanton: Redmond Layls
- Beverly De Angelo: Andy Ellerman
- Michael McKean: Eddy Revere
- Saul Rubinek: Laurence Moncreif
- Paul Mazursky: Lee MacGreevy
- Lauren Tom: Adele Bliss
- Viveka Davis: June Huff
- Veronica Cartwright: Helen Dextra
- David Clennon: Lewie Duart
- John Kapelos: Detectiu Melvenos
- Gary Graham: Butch Gable

## Producció
Escrit als anys 1970, la primera versió del guió de Ella no diu mai que no tenia previst per protagonistes Jack Nicholson i Jeanne Moreau. A continuació d'altres parelles d'actors van haver preseleccionades per encarnar els papers principals: Robert De Niro i Jessica Lange, Al Pacino i Meryl Streep. Nicholson va ser igualment guardat a la llista d'actors, al costat de Diane Keaton, igualment preseleccionada. Streep va renunciar a actuar al llargmetratge perquè estava embarassada en aquella època.

## Recepció
Ella no diu mai que no va tenir un autèntic fracàs de critica i comercial, recollint un 19 % de parers favorables a Rotten Tomatoes, basat en 12 comentaris i una nota mitjana de 3.6/10 i totalitzant només 4.096.030 $ de recaptació al box-office americà, per un pressupost de producció de 30 milions. L'actuació de Jack Nicholson li va suposar ser nominat al premi Razzie al pitjor actor.